# ミクラミヤマクワガタ
ミクラミヤマクワガタ（御蔵深山鍬形虫、Lucanus gamunus）は、昆虫綱甲虫目クワガタムシ科ミヤマクワガタ属に分類されるクワガタ。

## 分布
御蔵島・神津島に生息。
和名の由来は、御蔵島で発見されたことから。

## 形態
ミヤマクワガタの中でも、大型種の雄の頭部に見られる耳状の突起があまり発達せず、体長そのものも34.7mm(野外で得られている最大体長)という小型な種類である。御蔵島産よりも神津島産の方が大型化しやすいとされ、飼育下最大は神津島産40.8mm（2024年10月現在）である。飼育下の大型個体は耳状突起や顎など頭部全体が発達して迫力が増す。前翅の色は黒だが、赤味や黄色味を帯びる個体もある。羽に黄色い紋様のようなものが現れる黄紋型は珍しいとされるが、飼育下で黄紋は遺伝し、黄紋型が多く羽化する系統も存在する。ただし、メスの黄紋型出現率はオスよりもかなり低い。
世界でも御蔵島と神津島にしか居らず、近似種のパリーミヤマクワガタ（Lucanus parryi）が中国福建省、チェンユアンミヤマクワガタ（Lucanus chengyuani）が台湾と、いずれも御蔵島や神津島から遠く離れた場所に生息している。これは、かつて近縁種が広く分布していたものが、地殻変動を始めとする環境の変化や生存競争等により絶滅した結果、大陸と島嶼で近縁種が別々に生き残ったものと考えられており、本種のような分布の特徴を持つ種は遺存種と呼ばれる。
同じような経緯を持っている甲虫として、日本最大の甲虫として有名なヤンバルテナガコガネが知られている。

## 生態
幼虫は主に広葉樹の木々が腐食し堆積した土中に生息し、それを食べ、1-2年ほどで成虫になる。夏から秋にかけて羽化した成虫は土中で翌年の発生期まで休眠する。
成虫の発生期は5-6月であるが、神津島のほうが発生が早いとされる。成虫は、飛行能力が低く飛ぶことができないため地面を歩いて移動し、故に側溝の中に落ちて出られなくなり死んでしまう個体もいる。本種がほとんど飛ばないのは、飛翔中に風にあおられて海面に落下すると即座に死に直結する小規模な島嶼という生活環境に適応したものと考えられる（同じく島嶼に分布するハチジョウノコギリクワガタもほとんど飛翔しないことが知られている。）。それにもかかわらず、甲虫王者ムシキングシリーズでは飛行シーンが多数存在する(ゲームのシステムの都合、そうなってしまう)。
成虫の寿命は短く、活動後約1ヶ月ほどしか生きられない。
なお♀はある程度産卵を済ませたあと徘徊を始める生態を持っているため♂よりも徘徊時期が遅く発生初期は観察されにくいともいわれている。
発生初期の♀は土中に自分の体が全て収まる深さの穴を掘って中で待機しているが、♀が出すフェロモンに♂が誘引されて次々と穴にやってくる様子も観察されている。

## 人間との関係
開発による生息地の減少、ノネコやカラスの捕食、気候変動による環境変化などの影響で個体数が減っているといわれる。特に元々生息域が狭く個体数も少なかった神津島産の個体数減少が著しいとされる。
なお現在条例により神津島御蔵島では本種を含む全動植物の採集が禁止されている。そのため規制前の採集された標本や累代飼育個体が出回るのみである。環境省第４次レッドリストでは準絶滅危惧に選定されているが、定量観測や生息地の保全等の具体的な保護活動はほとんど行われていない。